# Falklandi lile
A falklandi lile (Charadrius falklandicus) a madarak osztályának lilealakúak (Charadriiformes) rendjébe, ezen belül a lilefélék (Charadriidae) családjába  tartozó faj.
Magyar neve forrással nincs megerősítve.

## Rendszerezése
A fajt John Latham angol ornitológus írta le 1790-ben. Egyes szervezetek az Ochthodromus nembe sorolják Ochthodromus falklandicus néven.

## Előfordulása
Dél-Amerika déli részén, Argentína, Chile, a Falkland-szigetek területén fészkel, telelni északra vonul, eljut Brazíliába és Uruguayba is. 
Természetes élőhelyei az édesvízi tavak, sós mocsarak, sziklás és homokos tengerpartok.

## Megjelenése
Átlagos testhossza 19 centiméter, testtömege 62-72 gramm.

## Természetvédelmi helyzete
Az elterjedési területe nagyon nagy, egyedszáma pedig stabil. A Természetvédelmi Világszövetség Vörös listáján nem fenyegetett fajként szerepel.